# Bọ cạp Arizona
Bọ cạp Arizona (Danh pháp khoa học: Centruroides sculpturatus) là một loài bọ cạp nhỏ màu nâu sáng, được biết đến với khả năng tiết ra một loại nọc độc cực mạnh. Chúng còn là một trong những thức ăn yêu thích của loài chuột grasshopper miền nam (Onychomys torridus), con chuột vẫn có thể tấn công mà không hề cảm thấy đau đớn khi tiếp xúc với nọc độc của bò cạp, không những không bị thứ nọc độc nguy hiểm làm tổn thương.